# معبر كسب الحدودي
مركز كسب الحدودي هو أحد المعابر الحدودية ال11 بين سوريا وتركيا 
```
يقع بين بلدة كسب السورية في محافظة 
اللاذقية
، وبلدة يايلاداغي التركية في محافظة هاتاي. ويعد من المعابر الرئيسية بين سوريا وتركيا بدأ العمل بإنشائه عام 1986 وأنجز عام 1988.حيث أصبح يستقبل المسافرين القادمين والمغادرين بمركباتهم الخاصة أو بوسائط النقل العمومية واستقبال الشاحنات القادمة والمغادرة من خلال فرع الشحن وقد تم إغلاق هذا المعبر في عدة مراحل بسبب الظروف السياسية للبلدين.
```

في آذار 2014، وقع المعبر تحت سيطرة مقاتلي المعارضة السورية وجبهة النصرة ثم مالبث ان استعاد الجيش السوري المعبر بعد مدة قصيرة مما جعل تركيا تغلق المعبر من جانبها نهائيا.
تم مؤخراً إعادة إفتاح المعبر للعبور في الاتجاهين وعلى مدار الساعة ويمكن ايضاً للمغادرين من الأراضي السورية بطريقة غير شرعية العودة إلى سوريا عن طريق هذا المعبر  